# Paraloricaria
Paraloricaria – rodzaj słodkowodnych ryb sumokształtnych z rodziny zbrojnikowatych (Loricariidae). Spotykane w hodowlach akwariowych.

## Zasięg występowania
Środkowa część Ameryki Południowej:  Paragwaj, Urugwaj, Brazylia i Argentyna.

## Klasyfikacja
Gatunki zaliczane do tego rodzaju:
- Paraloricaria agastor
- Paraloricaria commersonoides
- Paraloricaria vetula

Gatunkiem typowym jest Loricaria vetula (P. vetula).